# الميراث (مسلسل)
الميراث هو أول مسلسل سعودي «سوب أوبرا» استمر لثلاث سنوات، بلغت حلقاته 750 حلقة،  وكل حلقة مدتها مع الإعلانات 30 دقيقة، والعمل تعاون مشترك بين كل من "MBC Studios" و"Twofour54" و"Image Nation Abu Dhabi"، ويضم ورشة من الكتّاب على رأسها العالمي توني جوردن، إلى كل من نور الشيشكلي، وجيسكار لحود، ومازن طه، وثائر العقل، أما الإخراج فيحمل توقيع المخرجَيْن العالميين مثل كريستين ميليك وإندرا بوز إلى كل من تامر بسيوني وعبد الله الجنيبي. بدأ عرضه على منصة شاهد وMBC1 في 1 ابريل2018 وانتهى في مارس 2023.

## القصة
تدور أحداث المسلسل في إطار رومانسي اجتماعي درامي عن واقع الحياة في السعودية بأبعادها الاجتماعية والثقافية والاقتصادية، بعدما فارق عبد المحسن الحياة تاركا وراءه وصية الميراث التي تظهر معادن الجميع، وتحدث فرقة بينهم، مما يولد حقد دفين بين أبطال المسلسل.

## الجوائز
- فاز المسلسل بجائزة برودكاست برو كأفضل إنتاج تلفزيوني في الشرق الأوسط لعام 2023.[6]

## الممثلون
- هند محمد بدور جويرية زوجة عبد المحسن.
- محمد الحجي بدور ماجد الخطوان.
- مريم الغامدي بدور مزنة والدة ماجد.
- زارا البلوشي بدور شروق ابنة ماجد.
- راشد الشمراني بدور عبد المحسن البهيتاني. (ضيف شرف)
- عبد العزيز السكيرين بدور عبد الرحمن والد جويرية.
- حسن عسيري بدور عمران.
- نيفين ماضي بدور عهود.
- نور حسين بدور غادة زوجة راشد.
- عهود السامر بدور ليلى زوجة ماجد.
- ولاء عزام بدور ياسمين.
- بندر الخضير بدور راشد شقيق عبد المحسن.
- تركي الكريديس بدور زيد ابن راشد.
- فوزي المتعب بدور زيد (بديل تركي الكريديس).
- حسن المطوع بدور يوسف ابن عبد المحسن.
- فيصل فريد بدور فارس.
- كابتن ريما بدور حور ابنة عبد المحسن.
- رانا الشافعي بدور شهد ابنة عبد المحسن.
- عمران العمران بدور منصور ابن ماجد.
- مهند الهذيل بدور فهد ابن ماجد.
- تركي الشدادي بدور بدر ابن ماجد.
- عبد الله القحطاني بدور طلال ابن راشد.
- سماح زيدان بدور مشاعل زوجة زيد.
- دنيا النشار بدور سحر ابنة عز الدين.
- ديمة الحايك بدور ديمة زوجة ماجد الثانية.
- شيرين الرفاعي بدور ترف زوجة طلال.
- سلطان المقبالي بدور إبراهيم.
- زينب كرم بدور هيفاء.
- حنين السليماني بدور موضي.
- ندى توحيد بدور هبة ابنة شروق.
- عزام النمري بدور سراب ابن شروق.
- هويدا الحسن بدور خديجة زوجة عز الدين.
- محمد الغباشي بدور عز الدين.
- ريم عبد الله بدور الجوهرة. (ضيفة شرف)
- جود السفياني بدور زينة الخطوان
- عبودي نادر بدور سعد الخطوان
- شيماء الفضل بدور آسيا أخت جويرية
- محمد العنزي بو دعيج بدور خالد الخطوان
- رزان منصور بدور ليان الخطوان
- فرح الخالد  بدور جنى
- روان الخالد  بدور جود
- ولاء كامل  بدور جمانة
- راكان الرويلي بدور سامي الخطوان
- الوسام شقدار بدور نواف
- إيمان العلي بدور ام يوسف
- محمد سحلول بدور ابو مصعب[7][8]
- محاسن عجب بدور فاطمة.
- لارا نادر الهادي بدور شيماء.
- دلال نادر الهادي بدور سارة.
- رزان نادر الهادي بدور جوري.
- عبودي نادر الهادي بدور خالد.
- حمودي نادر الهادي بدور فيصل.
- طلال نادر الهادي بدور نايف.
- سعد نادر الهادي بدور نواف.